# Zamarada tortura
Zamarada tortura är en fjärilsart som beskrevs av Fletcher 1974. Zamarada tortura ingår i släktet Zamarada och familjen mätare. Inga underarter finns listade i Catalogue of Life.